# Crisis inmobiliaria en Portugal

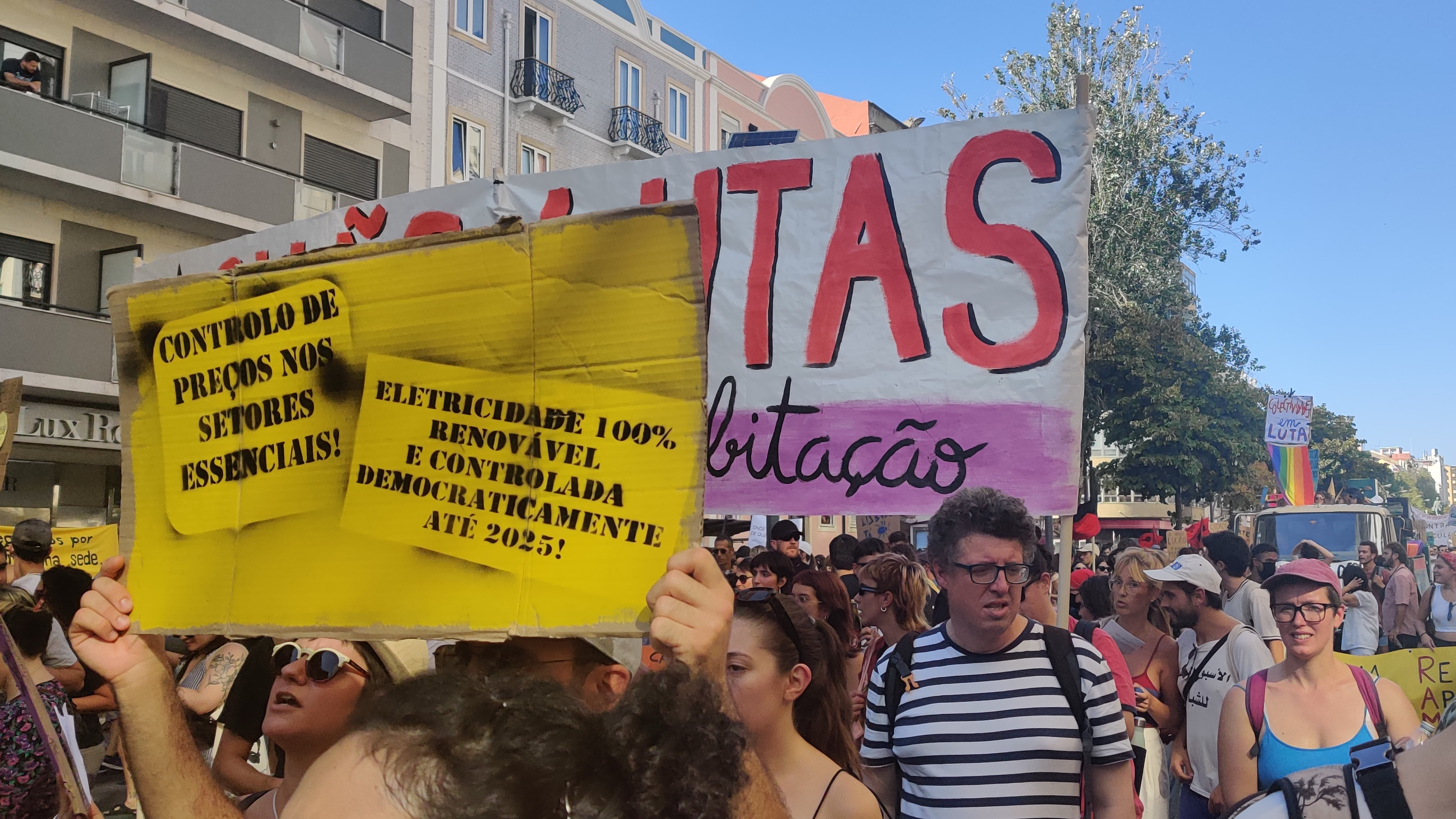
Imagen de la manifestación por el derecho a la vivienda celebrada en Lisboa el 30 de septiembre de 2023

La crisis inmobiliaria en Portugal comenzó en 2011, cuando el país, amenazado por la quiebra, recurrió a la ayuda financiera internacional. El aumento de los precios de la vivienda en Portugal, especialmente a partir de 2017, tuvo un impacto negativo en la accesibilidad al mercado inmobiliario, tanto para compra como para alquiler, principalmente en las áreas metropolitanas de Lisboa y Oporto.

## Situación
En 2011, para equilibrar las cuentas y satisfacer las demandas de los acreedores, Portugal adoptó una serie de medidas, como los visados de oro, permisos de residencia para inversores ricos, ventajas fiscales para jubilados extranjeros y nómadas digitales. Los inversores han desempeñado un papel importante en la reactivación del mercado inmobiliario y en la transformación de las principales ciudades portuguesas, que han experimentado un aumento de los alquileres a corto plazo debido al turismo. Según un estudio de la Fundación Francisco Manuel dos Santos, el coste de la vivienda aumentó un 78% entre 2012 y 2021 en Portugal, mientras que en la Unión Europea este aumento fue del 35 %. Además, en el segundo trimestre de 2023, el alquiler de viviendas en Portugal volvió a subir un 11 %, hasta los 7,27 euros por metro cuadrado (m2), siendo el más alto en el Área Metropolitana de Lisboa (11,03 euros por m2), Algarve (8,35 euros), Madeira (8,04 euros) y el Área Metropolitana de Oporto (7,87 euros), según datos del Instituto Nacional de Estadística (INE).
En junio de 2023, un apartamento tipo 1 (1 dormitorio) en Lisboa costaba una media de 2.500 euros al mes, 200 euros más que en Ámsterdam, considerada la ciudad más cara de Europa, según el índice internacional HousingAnywhere, que analizó 64.000 propiedades en 23 ciudades europeas. Además, en junio de 2023 el precio del alquiler de un estudio en la capital portuguesa se había incrementado un 70,3%, el de una habitación un 29,4% y los apartamentos un 15,8% respecto al año anterior.
El incremento de los precios de la vivienda y del alquiler en relación con el crecimiento de los salarios afecta a muchas ciudades de todo el mundo, y dentro Portugal de manera particular en Lisboa y Oporto. La crisis inmobiliaria en Portugal ha provocado el desalojo de residentes y el desequilibrio del mercado inmobiliario. El aumento de los tipos de interés ha hecho que la situación se agrave en un país donde el 87% de los titulares de préstamos hipotecarios son de tipo variable.
El aumento de los precios de la vivienda en Portugal a partir de 2017 tuvo un impacto negativo en la accesibilidad al mercado inmobiliario, tanto para compra como para alquiler, principalmente en las áreas metropolitanas de Lisboa y Oporto. Esto dio lugar a que las familias tuvieran que destinar una mayor parte de sus ingresos a la compra o alquiler de una vivienda. Desde ese momento, los ingresos necesarios para comprar una vivienda promedio aumentaron significativamente, y la inestabilidad laboral y las condiciones crediticias más estrictas contribuyeron también a dificultar aún más el acceso a la vivienda. Esta combinación de factores ha llevado a un escenario en el que muchas personas enfrentan importantes desafíos para encontrar una vivienda adecuada y asequible, afectando negativamente la calidad de vida y la estabilidad financiera de las familias en Portugal, especialmente en las regiones metropolitanas de Lisboa y Oporto.

### Recomendaciones del Fondo Monetario Internacional
En vista de los riesgos macrofinancieros de la exposición al sector inmobiliario, el Fondo Monetario Internacional (FMI) sugirió en mayo de 2023 que Portugal estableciera una reserva de capital destinada a reforzar la resiliencia de la banca portuguesa.

## Manifestaciones populares

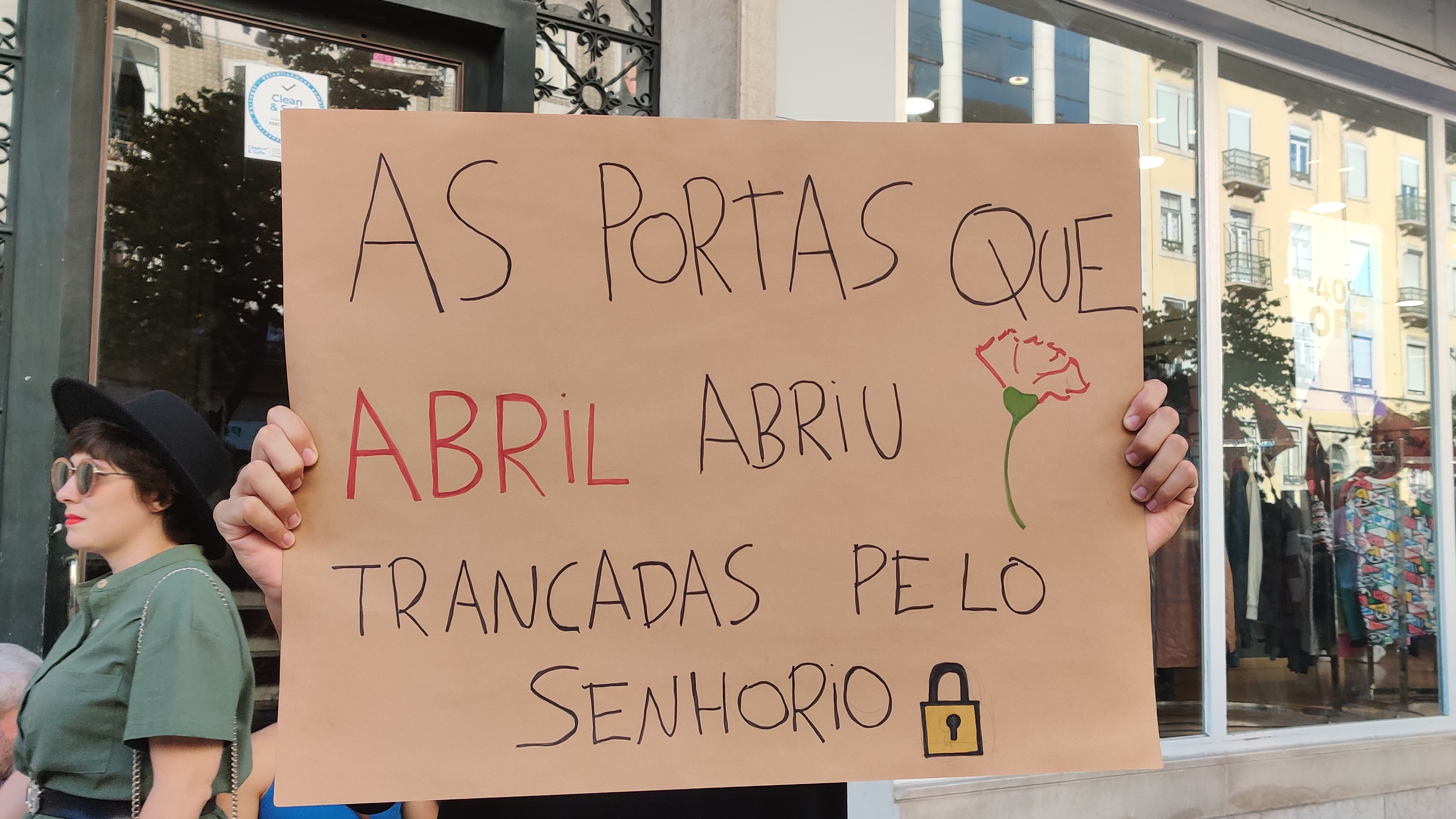
Imagen de una pancarta de protesta con el lema "Las puertas que Abril abrió, cerradas por los caseros" durante la manifestación por el derecho a la vivienda en Lisboa el 30 de septiembre de 2023

El 30 de septiembre de 2023, el pueblo portugués se manifestó por segunda vez en más de 20 ciudades, entre las que se encontraban Lisboa, Oporto, Aveiro, Braga, Coímbra, Covillana, Guimarães, Lagos, Leiria, Portimão, Viseo, Samora Correia y Alcácer do Sal. En Lisboa, las protestas comenzaron en la Alameda D. Afonso Henriques y se dirigió a Rossio, donde se montó un escenario para escuchar palabras contra la crisis inmobiliaria. La protesta que tuvo lugar en la capital del país, enmarcada bajo la plataforma “Casa para vivir, Planeta para habitar” y reunió a más de un centenar de asociaciones y colectivos. Surgió a raíz de la manifestación celebrada el pasado 1 de abril. En ese momento, todavía estaba en discusión el paquete de medidas Mais Habitação (Más Vivienda), aprobado en el Parlamento portugués el 22 de septiembre de 2023.En Oporto, al menos ocho mil personas ocuparon toda la Rua de Santa Catarina, desde la Praça da Batalha hasta la Rua de Fernandes Tomás, manifestándose por el derecho a la vivienda mientras los turistas observaban la marcha.

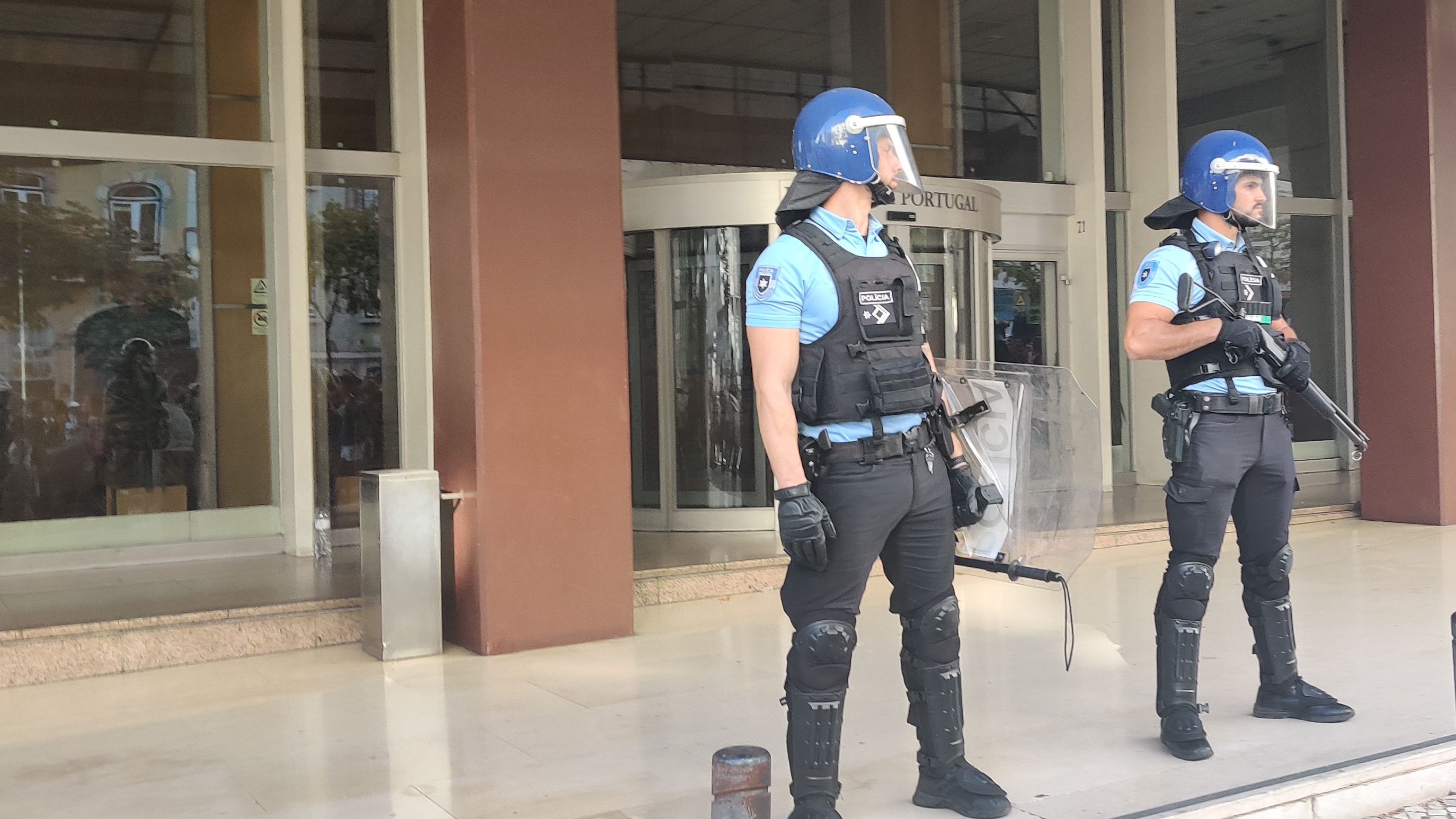
Policías armados frente al Banco de Portugal en Lisboa durante la manifestación pacífica por el derecho a la vivienda celebrada en Lisboa el 30 de septiembre de 2023.

En Braga, para llamar la atención sobre la crisis inmobiliaria en Portugal, el movimiento Porta a Porta - Casa Para Todos decidió acampar junto al Banco de Portugal. El portavoz de la organización explicó que el objetivo de la acción era mostrar al Gobierno que el problema de la vivienda va más allá de Lisboa.
Las manifestaciones por el derecho a la vivienda del 1 de abril de 2023 tuvieron lugar en las ciudades de Aveiro, Braga, Coímbra, Lisboa, Oporto y Viseo. El derecho a la vivienda, a la ciudad y el fin de la explotación y el aumento del coste de la vida fueron las tres principales reivindicaciones para garantizar una “vivienda digna para todas las personas”. En el marco de una acción europea por el derecho a la vivienda (Housing Action Days 2023), coordinada por la Coalición de Acción Europea por el Derecho a la Vivienda y a la Ciudad, la manifestación “Casa Para Viver” reunió a un centenar de asociaciones, algunas dedicadas específicamente a la vivienda, como la Asociación de Inquilinos de Lisboa, Habita! o Stop Despejos, y otros grupos cívicos, ecologistas y medioambientales, feministas y LGBTQIA+ (minorías sexuales y de género), antirracistas y migrantes, anticapitalistas y de derechos laborales (incluido el Sindicato de Profesores de la Gran Lisboa, el Sindicato de Trabajadores de Salud, Solidaridad y Seguridad Social y Precarios Inflexibles), así como muchos otros colectivos comunitarios y residentes.

## Impacto en la comunidad estudiantil

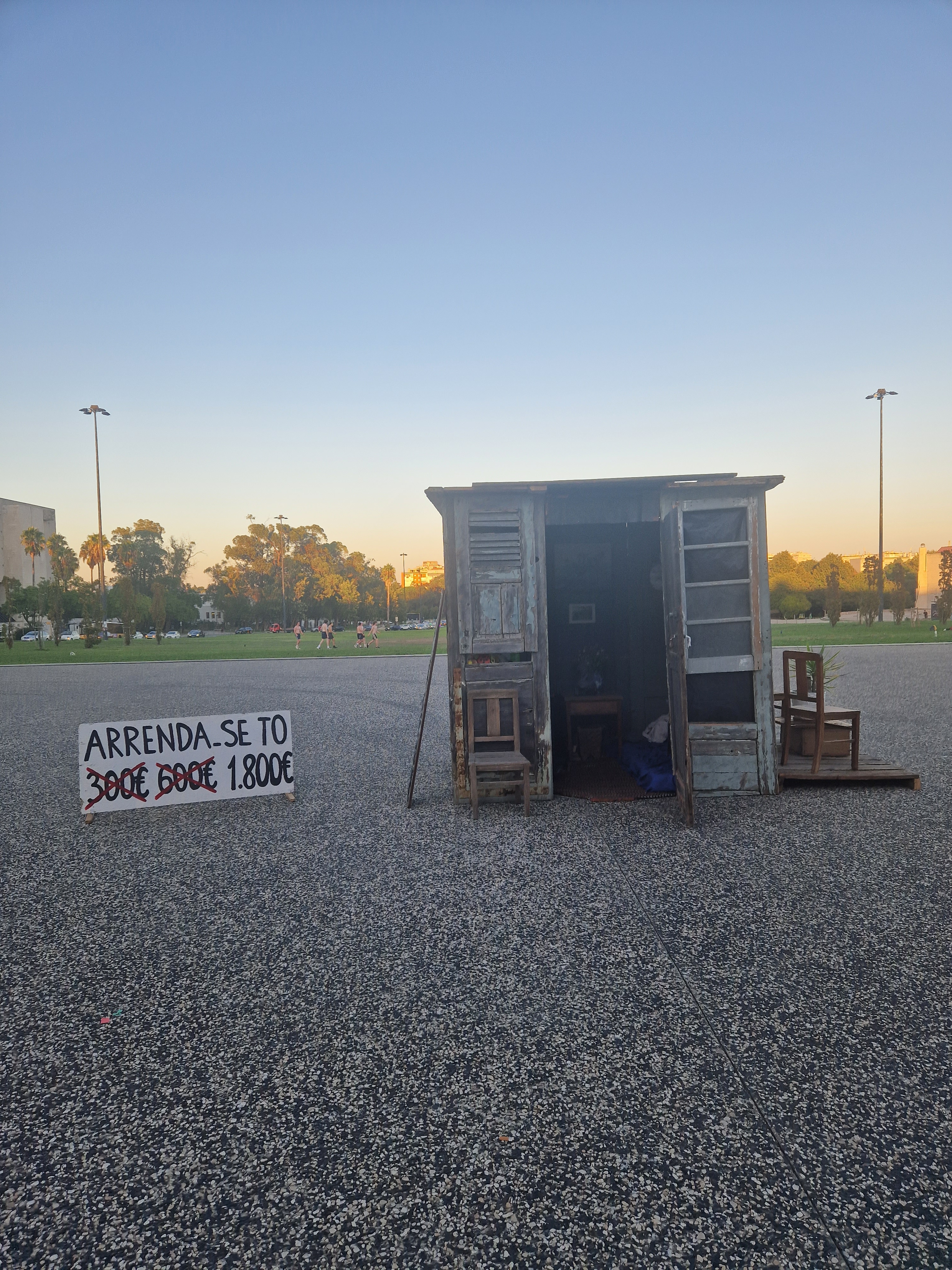
Estudio en alquiler, una obra del artista Ticiano Rottenstein sobre la crisis de la vivienda en Portugal (septiembre de 2023)

Las dificultades de los estudiantes universitarios para encontrar alojamiento en Lisboa han sido denunciadas por varias organizaciones mediante protestas. En la ciudad universitaria de la capital portuguesa se “alquiló” una carpa por 1.800 euros. El artista Ticiano Rottenstein erigió, frente a la Rectoría de la Universidad de Lisboa, un cubículo hecho de piezas de madera, con una puerta y muebles en su interior, y un cartel en la puerta que decía “Arrenda-se T0” ("se alquila estudio") mostrando varios valores (300 y 600 euroes) tachados, seguido del valor actual de 1.800 euros. La acción tenía como objetivo llamar la atención sobre la crisis inmobiliaria y sus efectos en la comunidad estudiantil y también promover las manifestaciones que tuvieron lugar el 2 de octubre de 2023 en varias ciudades del país en protesta contra la crisis inmobiliaria en Portugal.

## Desalojos en medio de la crisis inmobiliaria

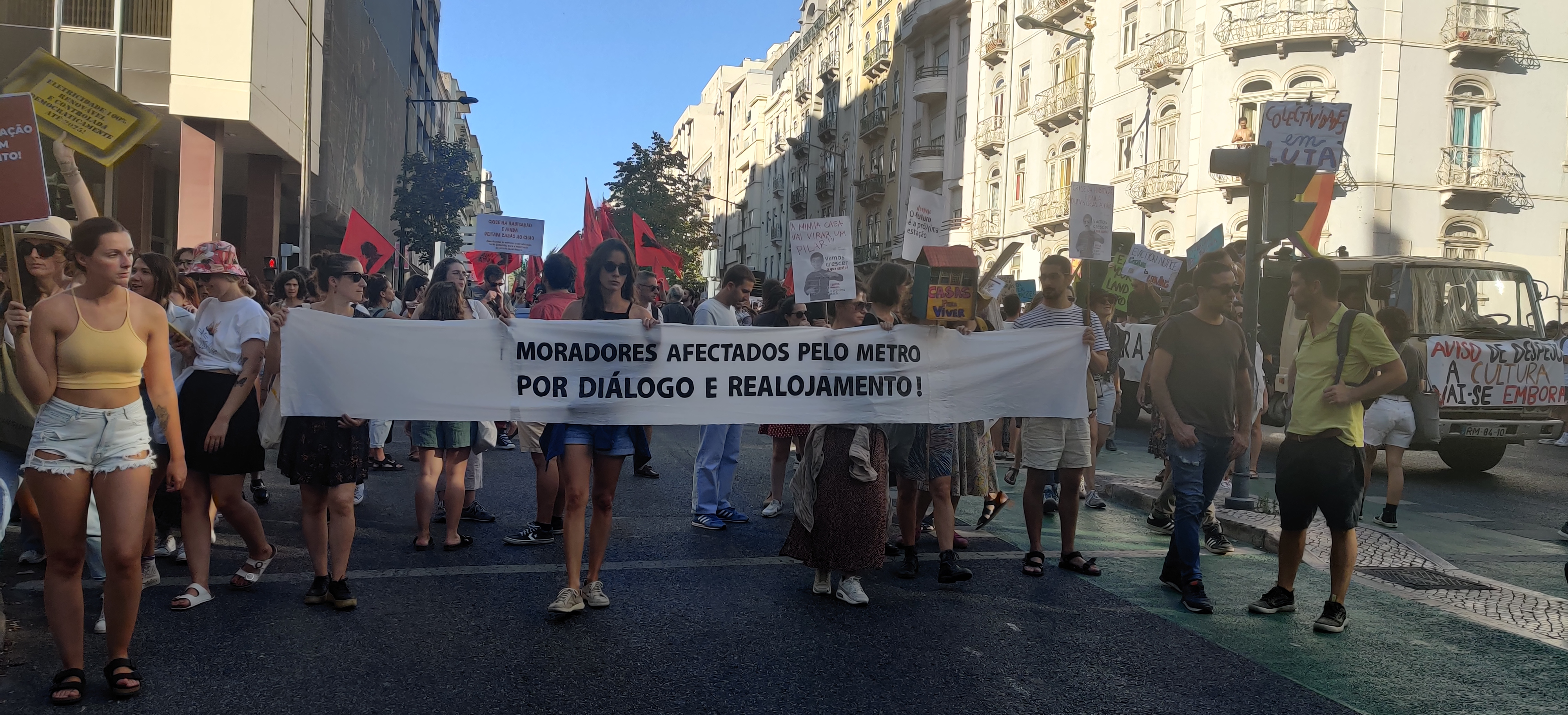
Manifestantes protestando por los desalojos forzosos por la ampliación del metro de Lisboa durante la marcha por el derecho a la vivienda celebrada el 30 de septiembre de 2023

Con una orden de desalojo dictada para finales de noviembre de 2023, 32 familias tendrán que abandonar sus hogares en Lisboa, tras el proyecto de ampliación de la línea roja del metro, de São Sebastião a Alcântara. Entre los 20 edificios afectados por las obras, once son viviendas sociales propiedad del Ayuntamiento de Lisboa. La compensación ofrecida por el Metropolitano de Lisboa para mitigar los impactos negativos de las expropiaciones en la zona de Estrela causó indignación entre los propietarios.
En plena crisis inmobiliaria, las expropiaciones para la construcción de la línea roja del metro de Lisboa en Alcântara incluyen el desalojo de 12 familias que vivían en una propiedad del ayuntamiento en Calçada do Livramento, donde se ubica el patrimonio histórico-arquitectónico del Baluarte do Livramento, una construcción militar construida en el siglo XVII. Las familias conocieron la noticia a través de los medios de comunicación y del estudio de impacto ambiental a principios de 2022, y sólo obtuvieron información oficial de que sus casas serían demolidas con la ampliación del metro hasta Alcântara en septiembre de 2023, unos dos meses antes de la fecha prevista para la demolición de sus viviendas. La supuesta falta de diálogo y apoyo por parte del Ayuntamiento de Lisboa a sus inquilinos en Calçada do Livramento fue denunciada por Paula Marques, concejala de Cidadãos Por Lisboa (CPL), quien presentó una solicitud al municipio solicitando aclaraciones sobre el asunto.